# ریکه اسکو
ریکه اسکو (دانمارکی: Rikke Skov؛ زادهٔ ۷ سپتامبر ۱۹۸۰) بازیکن هندبال اهل دانمارک است.
از افتخارات وی می‌توان به کسب مدال طلا به‌همراه تیم ملی هندبال زنان دانمارک در بازی‌های المپیک تابستانی ۲۰۰۴ اشاره کرد.